# Fraser Valley Regional District
Fraser Valley Regional District är ett regionalt distrikt i provinsen British Columbia i Kanada. Antalet invånare är 295 934 (år 2016) och ytan är 13 335 kvadratkilometer.
Distriktet bildades 1995 när Fraser Cheam Regional District och det mesta av Central Fraser Valley Regional District och Dewdney-Alouette Regional District slogs ihop till ett regionalt distrikt.
I Fraser Valley Regional District finns följande kommuner:
- Abbotsford
- Chilliwack
- Harrison Hot Springs
- Hope
- Kent
- Mission